# Number Fever
Number Fever (dt. Zahlenfieber) war eine Werbekampagne des US-amerikanischen Konzerns PepsiCo im Jahr 1992, die durch einen Produktionsfehler auf den Philippinen zu Aufständen und dem Tod von mindestens fünf Personen führte.

## Hintergrund
Gegen Ende des Jahres 1991 besaß The Coca-Cola Company, der Hauptkonkurrent von PepsiCo, einen Marktanteil von etwa 75 % auf den Philippinen, während PepsiCo lediglich auf 17 % kam. Die Philippinen waren zu dieser Zeit der zwölftgrößte Absatzmarkt für Softdrinks. Die Idee zum „Number Fever“ entwickelte der chilenische Marketingexperte Pedro Vergara. Ab dem 17. Februar 1992 verkaufte Pepsi auf den Philippinen Flaschen, in deren Deckel eine dreistellige Zahl zwischen 001 und 999 eingedruckt worden war, darunter eine Gewinnsumme, zudem ein siebenstelliger alphanumerischer Code, um die Echtheit des Deckels nachzuweisen. Dabei gewannen bestimmte Nummern Preise zwischen hundert und einer Million philippinischen Pesos (ca. 40.000 US-Dollar). Pepsi gab von Montag bis Freitag über das Fernsehen auf Channel 2 sowie über 29 Radiostationen täglich eine Gewinnerzahl bekannt. Die Werbeaktion sollte ursprünglich bis zum 8. Mai laufen. Die Kampagne startete erfolgreich, bis Ende März 1992 war der Marktanteil von PepsiCo auf den Philippinen auf 24,9 % angestiegen. Über 51.000 Menschen gewannen Preise, der Hauptgewinn von einer Million Pesos wurde 17-mal vergeben. Wegen des großen Erfolgs der Werbeaktion wurde sie um fünf Wochen verlängert. Das „Number Fever“ fand neben den Philippinen 1992 auch in Argentinien, Chile, Guatemala und Mexiko statt. Durch ein fehlerhaftes Fax wurde in Chile  eine falsche Gewinnerzahl bekanntgegeben, was dort zu Protesten und einem Gerichtsverfahren führte. Anders als auf den Philippinen blieben die Beschwerden allerdings friedlich.

## Ausschreitungen nach dem 25. Mai 1992
Am 25. Mai 1992 gab PepsiCo um 18 Uhr bekannt, dass die 349 an diesem Tag die Gewinnerzahl sei. Durch einen Fehler in der Produktion wurden allerdings statt wie vorgesehen zwei Flaschen mit der 349 etwa 800.000 Flaschen mit dieser Nummer hergestellt. Zunächst verbreiteten Zeitungen am nächsten Morgen, dass die 134 statt der 349 gewonnen hätte, was allerdings erfolglos blieb. Stattdessen brachen Proteste aus. Der Konzern gab schließlich um drei Uhr am 27. Mai bekannt, dass ein Fehler unterlaufen sei, und bot den Besitzern von Deckeln mit der 349 in den nächsten Wochen 500 Pesos (rund 20 US-Dollar) als Entschädigung an, da die auf den Flaschendeckeln angegebenen Gewinnsummen PepsiCo insgesamt mehrere Milliarden Dollar gekostet hätten. Durch das Entschädigungsangebot stiegen die Kosten der Kampagne von zwei auf zehn Millionen Dollar. 486.170 Menschen nahmen das Angebot an, dennoch hielten die Proteste gegen PepsiCo über ein Jahr lang an. Zwischen 32 und 37 Lastwagen des Konzerns wurden im Lauf der Ausschreitungen gestohlen, beschädigt oder zerstört. Eine auf einen Pepsi-Truck geworfene Splittergranate tötete im Februar 1993 in Manila eine Lehrerin und ein fünfjähriges Mädchen, fünf weitere Menschen wurden verletzt. Im Mai 1993 kamen in Davao City drei Mitarbeiter von PepsiCo nach dem Wurf einer Granate ums Leben. Bei einem Staatsbesuch des US-Präsidenten Bill Clinton demonstrierten noch im November 1993 Hunderte in der Nähe des Malacañan-Palastes.
Zahlreiche Klagen wurden gegen das Unternehmen eingereicht, die allerdings überwiegend erfolglos blieben. Im Jahr 2006 stellte ein philippinisches Gericht endgültig fest, dass PepsiCo nicht nachlässig gehandelt habe und daher nicht für die Folgen zur Verantwortung gezogen werden könne.

## Belege
- Jeff Maysh: Number Fever: The Pepsi Contest That Became a Deadly Fiasco. In: Bloomberg Businessweek. 4. August 2020, abgerufen am 11. Mai 2021 (englisch).
- Jake Rossen: The Computer Error That Led to a Country Declaring War on Pepsi. In: Mental Floss. 27. September 2018, abgerufen am 11. Mai 2021 (englisch).
- Bob Drogin: Pepsi-Cola Uncaps A Lottery Nightmare -- Bombings, Threats Follow Contest With Too Many Winners. In: Los Angeles Times. 26. Juli 1993, abgerufen am 11. Mai 2021 (englisch).